# Kádár utca

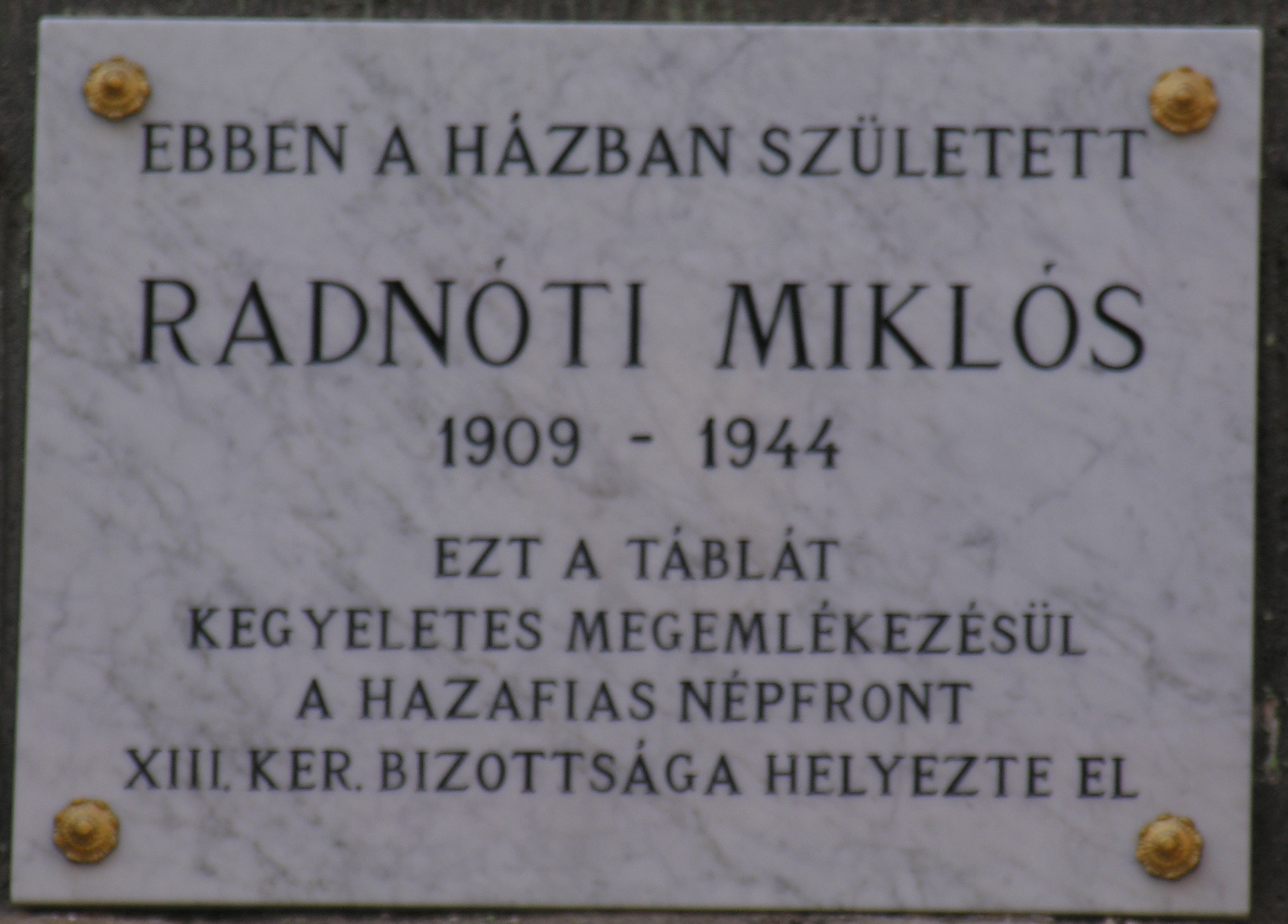
Radnóti Miklós emléktáblája

A Kádár utca Budapesten, a XIII. kerületben található a Nyugati pályaudvarnál. Közel esik a Vígszínházhoz, a Szent István körúttal párhuzamos, a WestEnd City Centerhez vezet. A Váci utat köti össze a Visegrádi utcával. A Borbély és a Kresz Géza utca nyílik még a Kádár utcából.
A Kádár utca 8. szám alatti házban született Radnóti Miklós 1909. május 5-én, innen járt a Szemere utcai elemi iskolába 1915 és 1919 között. A Kádár utcától második párhuzamos utca a Radnóti Miklós utca.

## Külső hivatkozások
- Budapest, XIII. Kádár utca 8. Radnóti Miklós szülőháza - 2009.01.30.[halott link]